# Oosthuizen

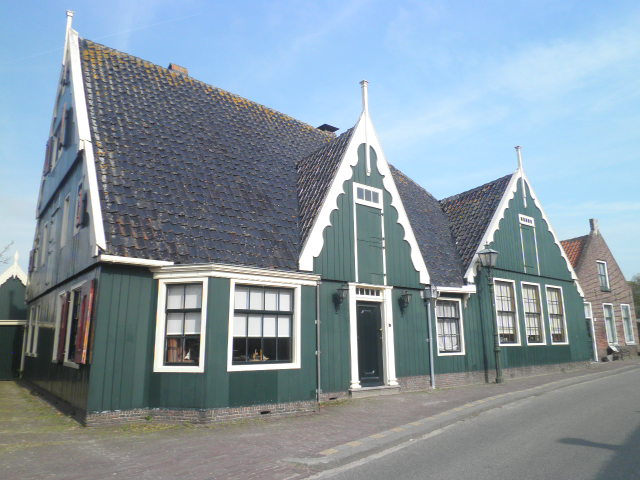
Edificio classificato come rijksmonument ad Oosthuizen

Oosthuizen  è un villaggio di circa 2.900 abitanti  della costa nord-occidentale dei Paesi Bassi, facente parte della provincia della Olanda Settentrionale e situato nella regione della Waterland e di fronte al Markermeer (parte dell'Ijsselmeer, ex-Zuiderzee). Dal punto di vista amministrativo, si tratta di un ex-comune, dal 1971 annesso alla nuova municipalità di Zeevang, di cui è il capoluogo.

## Geografia fisica
Oosthuizen si trova nella parte settentrionale della regione del Waterland, poco a sud della regione della Frisia Occidentale e a circa metà strada tra le località di Hoorn ed Edam (rispettivamente sud della prima e a nord della seconda), a circa 8 km a nord/nord-ovest di Avenhorn.

## Storia
La località è menzionata per la prima volta nel 1214 nel libro Arthusa minora, ma le sue origine sono probabilmente più antiche.
A partire dalla fine del XIII secolo e fino al 1795,  era una signoria, a cui appartenevano anche le località di Zuid-Schardam, Etersheim, Hobrede e Verloren Einde (parte di Kwadijk).
Il primo signore di Oosthuizen fu Gerrit van Heemskerk. In seguito, la signoria di Oosthuizen fu di proprietà delle famiglie Van Heemskerk (fino al 1475) e Van Zevenbergen e, a partire dal 1529, di Cornelis van Bergen.
Nel 1811 fu formato il comune di Oosthuizen, che comprendeva anche le località di Etersheim e Hobrede..
Nel 1971, Oosthuizen, cessò - come detto - di essere un comune indipendente.

## Monumenti e luoghi d'interesse

### Architetture religiose

#### Grote Kerk
Tra i monumenti principali di Oosthuizen, figura la Grote Kerk (ex-chiesa di San Nicola), realizzata a partire dal 1575.
All'interno della chiesa si trova un organo realizzato probabilmente nel XVI secolo da P. Gerritz.

## Società

### Evoluzione demografica
Nel 2011 la popolazione di Oosthuizen era stimata alla cifra di 2.880 abitanti. Nel 2001, contava invece, secondo una stima, 2.875 abitanti, mentre al censimento del 1991 ne contava 2.945.

## Geografia antropica

### Suddivisioni amministrative
Buurtschappen
- Etersheim[3][6]

Il comune di Oosthuizen, comprendeva invece, oltre ai villaggi di Oosthuizen ed Etersheim, anche i villaggi di Hobrede e Schardam.